# Ammophila separanda
Ammophila separanda är en biart som beskrevs av F. Morawitz 1891. Ammophila separanda ingår i släktet Ammophila och familjen grävsteklar. Inga underarter finns listade i Catalogue of Life.